# Sjöslaget i Femer bält
Sjöslaget vid Femer bält var ett sjöslag i stora nordiska kriget mellan svenska och dansk-norska styrkor den 13 april 1715 där den dansk-norska flottan besegrade den svenska.

## Deltagande skepp
Danmark-Norge under Schoutbynacht Christian Carl Gabel.
- «Prinds Christian» 76, flagskepp
- «Prinds Carl» 54, linjeskepp
- «Prinds Wilhelm» 54, linjeskepp
- «Delmenhorst» 50, linjeskepp
- «Fyen» 50, linjeskepp
- «Island» 50, linjeskepp
- «Laaland» 50, linjeskepp
- «Høyenhald» 30, fregatt
- «Raa» 34, fregatt
- «Løvendals Galley» 18, fregatt

Sverige under Schoutbynacht Carl H. Wachtmeister.
- «Nordstjärnan» 76, linjeskepp
- «Prinsessan Hedvig Sophia» 75, flagskepp
- «Södermanland» 56, linjeskepp
- «Göteborg» 50, linjeskepp
- «Vita Örn» 30, fregatt
- «Falken» 26, fregatt